# The Lady of the Photograph
Pour plus de détails, voir Fiche technique et Distribution.
The Lady of the Photograph est un film américain réalisé par Ben Turbett, sorti en 1917.  Il a été produit par les studios Edison peu de temps avant qu'ils ne se retirent des activités de production cinématographique.

## Synopsis
Un jeune anglais aristocratique mais pauvre rencontre une américaine en Grande-Bretagne, mais craint de ne pouvoir être digne d'elle tant qu'il n'aura pas réglé ses dettes. Cependant, un américain autodidacte qu'il rencontre sur son bateau en traversant l'Atlantique lui propose de l'aider financièrement, en échange de l'aider à devenir un gentleman afin qu'il puisse courtiser une femme dont il porte la photo avec lui. L'Anglais se rend compte qu'il s'agit en fait de la même femme.

## Fiche technique
- Réalisation : Ben Turbett
- Scénario : Henry Albert Phillips, Paul Sloane
- Producteur : 	George Kleine
- Photographie : Fred S. Brace
- Production : 	Perfection Pictures Edison Productions[1]
- Distributeur : K-E-S-E Service
- Durée : 50 minutes
- Date de sortie : 
  - États-Unis : 27 août 1917

## Distribution
- Shirley Mason : Marjorie Van Dam
- Raymond McKee : Ferdinand 'Ferdy' Latimer
- Royal Byron : John Brown
- Dudley Hill : Eric Latimer
- William Calhoun : Cornelius Van Dam
- Gerald Pring : Captain Latimer
- Jane Harvey : Mrs. Van Dam